# Union des chauffeurs russes
Die Union des chauffeurs russes (Sojuz Russki schoferov) war eine gelbe Gewerkschaft von exilrussischen Taxifahrern. Ihre Mitglieder waren ehemalige Angehörige der Weißen Armee in der Region Paris (Île-de-France). Sie bestand von 1926 bis 1945.

## Geschichte
In den 1920er Jahren waren Russen die zweitgrößte Ausländergruppe unter den Taxifahrern in Frankreich nach den Italienern. Zulassung zum Beruf erhielten nur Ausländer mit mindestens fünf Jahren legalem Aufenthalt und einer Lizenz. Um 1926 besaßen bereits fast 2000 Russen eine solche Erlaubnis, was besagt, dass sie spätestens seit 1921 in Frankreich lebten. Französische Fahrer waren von der neuen Konkurrenz beunruhigt und alarmierten die Confédération générale du travail. Kritisiert wurde, dass die Russen vor allem Nachtarbeit leisteten und dann in der Überzahl waren. Der Arbeitsminister Antoine Durafour verfügte deshalb im April 1926 eine Einschränkung der Neuzulassungen, die 700 bereits eingeschriebenen Bewerber durften nicht zur Prüfung antreten. Russische Exilvereine wie Zemgor gelangten darauf an das Internationale Arbeitsamt in Genf, das durchsetzte, dass Flüchtlingen eine Ausnahme von dieser Regelung gewährt werden musste.
Die Union wurde am 25. März 1926 bei einer Versammlung in einem Café gegründet und hatte zunächst mindestens 200 Mitglieder. Im folgenden Jahr richtete sie eine Bibliothek und einen Freizeitclub ein und veranstaltete darin Vorträge von russischen Exilintellektuellen. Die Union betrieb eine Fahrschule, eine Rechtsberatung, beschäftigte Englischlehrer und einen Arzt. Zudem bot sie vergünstigten Treibstoff für ihre Mitglieder und einen erleichterten Zugang zu einem eigenen Fahrzeug an. Viele Russen, die bei Renault gearbeitet hatten, fühlten sich von der größeren Autonomie und dem besseren Verdienst als Fahrer angezogen. Die meisten Exilrussen waren als Fahrer des Unternehmens G7 an der Avenue Wagram beschäftigt, nur wenige waren selbstständig. Gegenüber den Unternehmern wollten die Mitglieder der Union nicht mit größeren Ansprüchen auftreten, Klassenkampf oder eine Zusammenarbeit mit den kommunistischen Gewerkschaften lehnten sie ab.
Entgegen einer bis heute in Frankreich verbreiteten Auffassung waren die rund 4000 russischen Taxifahrer der 1920er und 1930er Jahre keine Adligen. Untere Ränge der Weißen Armee überwogen, zudem waren einige Taxifahrer in Russland Freiberufler gewesen. Ab 1927 veröffentlichte die Union die Zeitschrift Le chauffeur russe, zu deren ersten Nummer ein Akademiker von Rang namens I. Runin beitrug. Im Juni 1927 veranstaltete die Union unter der Leitung des Generalsekretärs P. A. Starickij erstmals den „Tag des Chauffeurs“, im Rahmen dessen ein Tanzball mit Spendensammlung zugunsten der Union des invalides de guerre und zugunsten einer Kinderhilfe stattfand. Ab 1929 hatte die Union eine Kasse für gegenseitige Hilfe und organisierte den Sommerurlaub ihrer Mitglieder. 1945 wurde die Union des chauffeurs russes in die Union française des cochers et chauffeurs de voiture de place eingegliedert und war fortan eine ihrer Lokalsektionen in der Région parisienne.